# Broken Prayer
Pistes de Finisterres
Holyhead
Broken Prayer (« Prière brisée ») est un instrumental composé par Dan Ar Braz et enregistré sous le nom de The Broken Prayer en 1994 dans l'album Theme for the Green Lands. Il le reprend avec L'Héritage des Celtes sur l'album  Finisterres et devient un titre de référence du groupe, lors des concerts et pour la carrière musicale de Dan Ar Braz. Il est joué à la cornemuse par Ronan Le Bars et le Bagad Kemper. La mesure du thème contient 3 temps. Il est dédié au clan MacDonald de Glenuig (ouest de l'Écosse)

## Enregistrements

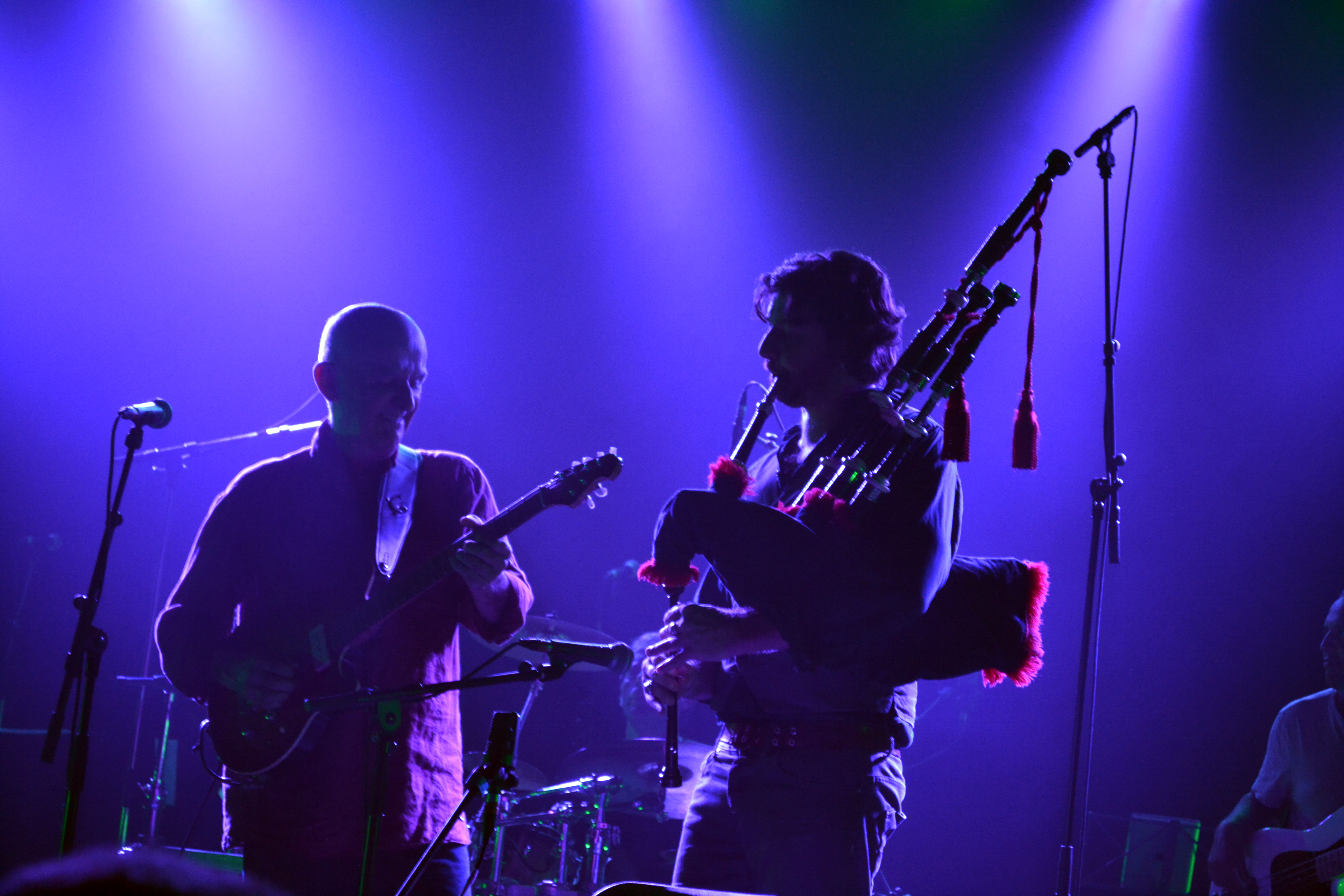
Dan Ar Braz et Ronan Le Bars

- 1994 : Theme for the Green Lands - Dan Ar Braz
- 1997 : Finisterres - Dan Ar Braz et l'Héritage des Celtes (Album de l’année aux Victoires de la musique)
- 1998 : Zénith - Dan Ar Braz et l'Héritage des Celtes
- 2011 : Autour de la guitare celtique de Jean-Félix Lalanne avec Dan Ar Braz, Gildas Arzel, Gilles Le Bigot, Soïg Sibéril
- 2014 : Célébration d'un héritage (live) - Dan Ar Braz